# ريج تشيستر
ريج تشيستر (بالإنجليزية: Reg Chester)‏ (21 نوفمبر 1904 في المملكة المتحدة - 24 أبريل 1977 بإنجلترا في المملكة المتحدة) هو لاعب كرة قدم بريطاني (وحمل سابقاً جنسية المملكة المتحدة لبريطانيا العظمى وأيرلندا) في مركز الهجوم. لعب مع أستون فيلا ومانشستر يونايتد وهدرسفيلد تاون ودارلينجتون إف سى.

## وصلات خارجية
- ريج تشيستر على موقع عالم كرة القدم.نت (الإنجليزية)